# 单蕊草
单蕊草（学名：Cinna latifolia）为禾本科单蕊草属下的一个种。